# 叛逃共和国

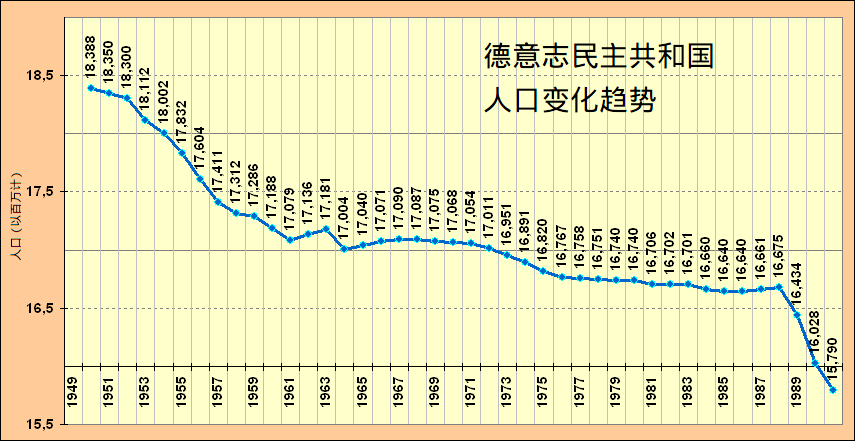
东德人口变化

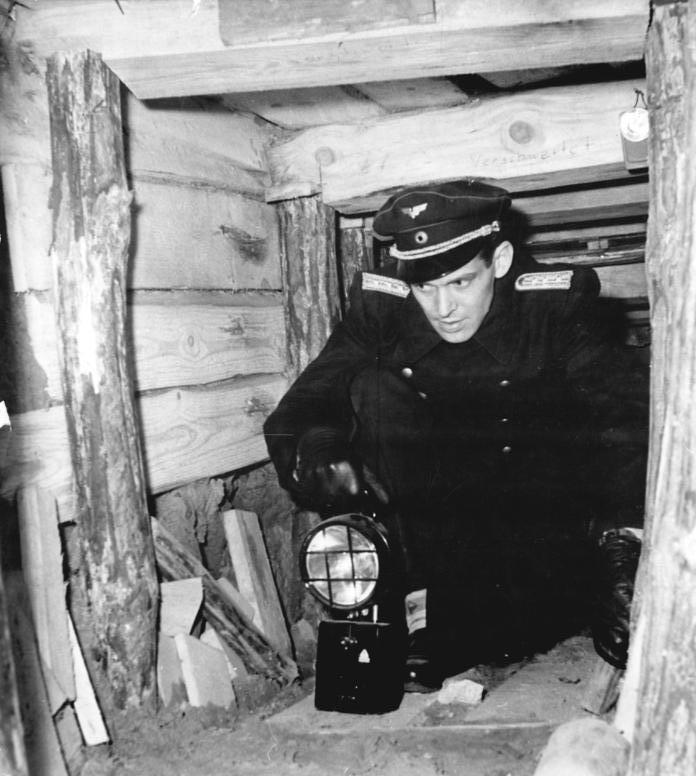
1962年東德邊防軍在柏林发现的地道

叛逃共和国（德語：Republikflucht），是德意志民主共和国（東德）政府用来指代該國國民未经授权而越境前往西方的行為，從事此種行為的人称作“叛逃共和国者”（德語：Republikflüchtlinge），以及脫東者、東德難民等別稱。
据估计，1945-1961年逃离苏占区（其后为东德）的人数约在300至350万之间。柏林墙修築后，通过东德边境成功前往西方的人数下降为每年数百人。
1955年统一社会党的一个宣传册以戏剧化的语言描述了“叛逃共和国者”：

无论从道德立场还是从整个德意志民族的利益来说，离开东德都是在政治和道德上的落后和堕落。不管他们是否知情，实际上他们被西德的反动势力和军国主义所引诱。仅仅因为诱人的工作机会或其他“未来的保证”之类虚假承诺的缘故离开一个美好新生活的种子已经发芽并结出的第一批果实的国家，而到一个产生新战争和破坏的地方，这难道不是可鄙的吗？无论是年轻人、工人、知识分子还是其他公民，背叛我们人民劳动创造的德意志民主共和国而去为英美情报部门工作或为西德工厂主、容克、军国主义者们工作，难道不是政治上的堕落吗？这种离开充满建设气息的土地而到一个有着过时社会秩序的泥沼的行为，这难道没有显示出他们在政治上的落后和盲目吗？……全德国的工人们要求惩罚那些离开德意志民主共和国——这一争取和平的坚强堡垒，而为德国人民的死敌——帝国主义和军国主义服务的人。

## 方式
绝大多数逃亡者的目的地都是德意志联邦共和国。1952年后，东西德间的德国国内边界正式關閉，但西柏林与东德领土的边界尚处于未封闭状态，在这一阶段60%的难民都取道西柏林逃亡。他们随后到达西柏林的马林费尔德难民中转营，在那里他们将乘飞机前往西德。

## 規模
斯塔西在1970年代中期将防范叛逃共和国作为工作重心，埃里希·梅尔克在1975年春成立了“反叛逃移居中央协调小组”（Zentrale Koordinierungsgruppe Bekämpfung von Flucht und Übersiedlung，缩写ZKG），在1989年该小组不含通报者（IM）的正式成员计446人。中央协调小组对叛逃人数有着细致的统计：
| 年份             | 叛逃成功 | 叛逃成功 | 叛逃成功 | 叛逃失败 | 叛逃失败 | 合计数 第2、5列 求和 |
| 年份             | 合计     | 越境者   | 滞留者   | 合计     | 越境者   | 合计数 第2、5列 求和 |
| ---------------- | -------- | -------- | -------- | -------- | -------- | -------------------- |
| 1976             | 951      | 287      | 286      | 3,620    | 191      | 4,571                |
| 1977             | 927      | 215      | 246      | 3,601    | 233      | 4,528                |
| 1978             | 778      | 118      | 254      | 2,886    | 254      | 3,664                |
| 1979             | 832      | 86       | 340      | 2,856    | 259      | 3,688                |
| 1980             | 872      | 72       | 412      | 3,321    | 315      | 4,193                |
| 1981             | 663      | 129      | 309      | 2,912    | 211      | 3,575                |
| 1982             | 647      | 89       | 326      | 3,077    | 131      | 3,724                |
| 1983             | 697      | 85       | 382      | 2,910    |          | 3,607                |
| 1984             | 627      | 39       | 291      | 1,968    | 59       | 2,595                |
| 1985             | 627      | 29       | 314      | 1,509    | 61       | 2,136                |
| 1986             | 1,539    | 32       | 1,299    | 2,173    | 34       | 3,712                |
| 1987             | 3,565    | 47       | 3,235    | 3,006    | 35       | 6,571                |
| 1988             | 6,543    | 68       | 5,898    | 4,224    | 81       | 10,767               |
| 1989 (8月10日止) | 53,576   |          | 8,746    |          |          |                      |

- 数据来源[5]。
- “滞留者”（Verbleiber）指那些因公或因私前往西方未归的人。

1980年代末期，逃離東德的人數快速上升。駐在匈牙利、波蘭及捷克斯洛伐克等東德鄰國的西德大使館與東柏林的西德常駐代表處常是東德難民取得庇護權的場所。